# ŠK Blava Jászló
A ŠK Blava Jászló (szlovákul: ŠK Blava Jaslovské Bohunice) egy félprofi labdarúgócsapat amely a Nyugat Szlovákiai Labdarúgó Szövetség által szervezett Nyugati Régió Bajnokságában szerepel a 2011/12-es szezonban. A klub székhelye Jászló, Szlovákiában található.